# Еева-Лійса Маннер
Еева-Лійса Маннер (*5 грудня 1921, м. Гельсінкі — †7 липня 1995, м. Тампере, Фінляндія) — фінська письменниця, поетеса, перекладачка та літературний критик. Лідерка повоєнної хвилі модернізму, яка панувала у фінській літературі.

## Творчість
Маннер почала друкувати поезії з 1944 (Mustaa ja punaista; «Чорне та Червоне»). Але справжня слава прийшла до неї 1956, коли вона видала чергову збірку поезій Tämä matka («Ця подорож»). Критика оголосила Маннер найвпливовішим поетом-модерністом у післявоєнній Фінляндії. Багато в чому це пов'язано із її гострою поставою у питанні «східних територій», зокрема окупованого СРСР міста Виборг. Те, що не могли сказати післявоєнній фінські політики, могла сказати Маннер — у віршах і публічно, прямим текстом.
У 21 ст., вже після смерті поетеси, спостерігається новий сплеск цікавості до її творчості, особливо серед студентської молоді.
Всього у Маннер понад 15 поетичних збірок, сценаріїв для театру та радіо, новел та короткої прози. Вона перекладала переважно класику: Шекспіра, Гессе, Кафку. У свою чергу саму Маннер багато й охоче перекладають у Європі. Кілька українських перекладів існує в редакції Віталія Коротича, зроблені до спецвипуску журналу "Всесвіт" ще 1973 року.

### Збірки поезій
- Mustaa ja punaista (1944)
- Kuin tuuli ja pilvi (1949)
- Tämä matka (1956)
- Orfiset laulut (1960)
- Niin vaihtuivat vuoden ajat (1964)
- Kirjoitettu kivi (1966)
- Fahrenheit 121 (1968)
- Jos suru savuaisi. Elokuun runot ja muitakin. (1968) (1980)
- Kamala kissa ja Katinperän lorut (1985)
- Hevonen minun veljeni. Hevosrunot 1956—1976. (1988)
- Kirkas, hämärä, kirkas. Kootut runot. Toim. Tuula Hökkä. (1999)

## Українські переклади
- Маннер, Ева-Лііса. Поезії / Пер. Віталій Коротич // 1973. - Ж. Всесвіт. - Ч. 8.